# Prawo wyborcze dla kobiet

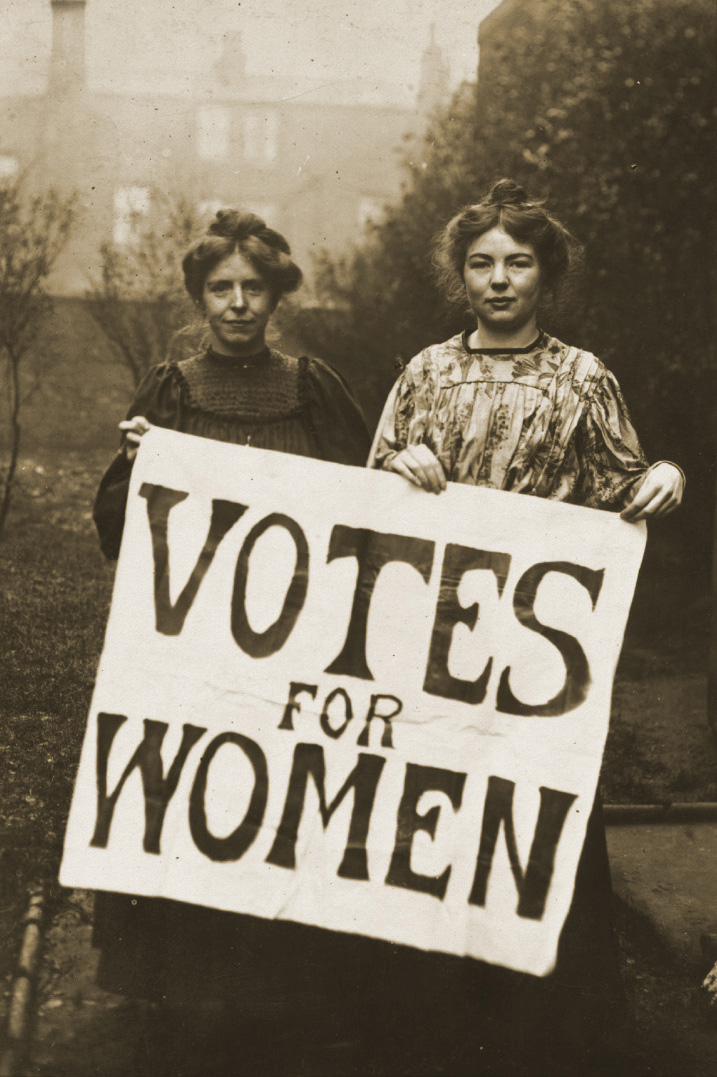
Napis na plakacie “Prawo wyborcze dla kobiet”

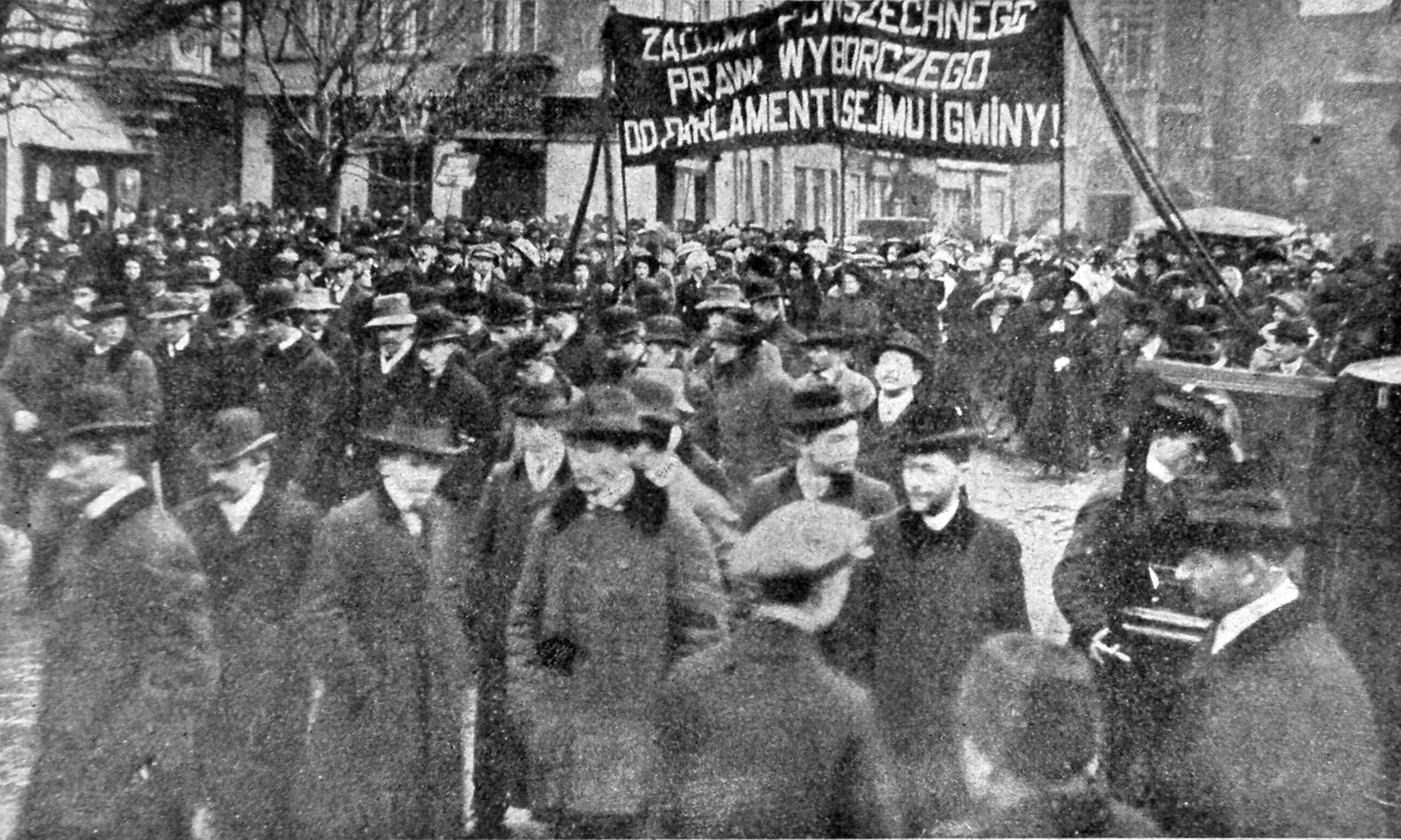
Krakowskie sufrażystki manifestują w Dniu Kobiet w 1911

Prawo wyborcze kobiet – obowiązujące czynne i bierne prawa wyborcze obywatelek danego kraju. W szerszym rozumieniu oznacza zrównanie tych praw dla obu płci.

## Historia
Walka o prawa wyborcze dla kobiet rozpoczęła się już w XVIII wieku. Jedną z pierwszych znanych postaci zaangażowanych w zrównanie praw wyborczych była Olympe de Gouges, którą ścięto 3 listopada 1793 roku za przygotowanie w czasie rewolucji francuskiej Deklaracji praw kobiety i obywatelki. Natomiast przed I wojną światową powstał działający na rzecz równouprawnienia ruch sufrażystek.
Pierwszym nowożytnym terytorium, w którym wprowadzono prawo wyborcze dla kobiet było Terytorium Wyoming w Stanach Zjednoczonych. Kobiety mogły tu głosować od 1869 roku.
Na wyspie Man, dependencji korony brytyjskiej (rodzaj terytorium zależnego), prawo wyborcze kobiet wprowadzono w 1881 roku. Kolejnym brytyjskim terytorium, które nadało kobietom czynne prawo wyborcze była Nowa Zelandia (1893), zaś bierne prawo wyborcze przyznano im w roku 1919. Rok po politycznym oddzieleniu się od Wielkiej Brytanii w roku 1902 prawo wyborcze dla kobiet wprowadzono w Australii (wcześniej obowiązywało już w niektórych stanach). W ten sposób Australia stała się pierwszym nowożytnym suwerennym państwem z prawem wyborczym dla kobiet.
W Europie kobiety po raz pierwszy mogły głosować w Wielkim Księstwie Finlandii, które prawo wyborcze dla kobiet wprowadziło 1 czerwca 1906, za czasów generał-gubernatora Mikołaja Gerarda. Finlandia była wówczas autonomiczną prowincją rosyjską z własnym parlamentem (Eduskunta). Jednocześnie obywatelki Wielkiego Księstwa Finlandii mogły być wybierane do nowo utworzonego parlamentu prowincji. Po raz pierwszy w historii kobiety uzyskały bierne prawa wyborcze, czyli uzyskały zgodę na kandydowanie.
I wojna światowa znacząco zmieniła sytuację prawną, społeczną i zawodową kobiet. Pod koniec wojny, jak również w pierwszych latach po jej zakończeniu w wielu krajach przyznano kobietom pełne prawa wyborcze.
W Rosji prawa wyborcze kobiety uzyskały po rewolucji lutowej wraz z ustanowieniem republiki parlamentarnej w 1917, ugruntowane w „Rosyjskiej Republice Radzieckiej” i uchwaleniem 10 lipca 1918 roku pierwszej radzieckiej konstytucji. Faktycznie było to jednak „prawo głosowania” wyłącznie na partię rządzącą bolszewików, opozycyjne partie zostały zlikwidowane. Rewolucja bolszewicka ogarniając kolejne kraje tworząc na ich terenach socjalistyczne republiki autonomiczne wprowadzała jednocześnie ustawodawstwo rosyjskie.

## Prawa kobiet w Polsce
W Polsce kobiety teoretycznie uzyskały prawa wyborcze po odzyskaniu suwerenności w 1918, tj. 7 listopada 1918 roku wraz z powstaniem rządu Ignacego Daszyńskiego. Mimo iż rząd Ignacego Daszyńskiego nie zdążył wprowadzić zmian gwarantowanych swoich programem de iure (11 listopada na ręce Józefa Piłsudskiego nastąpiła dymisja tegoż rządu), sam Piłsudski podkreślił, jak przełomowy był to rząd i jak duże szanse miał na wprowadzenie wszystkich zmian deklarowanych. Ostatecznie prawa kobiet potwierdzone zostały 28 listopada tego samego roku dekretem Tymczasowego Naczelnika Państwa, Józefa Piłsudskiego. Dekret Naczelnika Państwa o ordynacji wyborczej do Sejmu Ustawodawczego stanowił, że „Wyborcą do Sejmu jest każdy obywatel Państwa bez różnicy płci” (art. 1) oraz „Wybieralni do Sejmu są wszyscy obywatele (lki) państwa posiadający czynne prawo wyborcze” (art. 7); postanowienia te zostały utrzymane przez konstytucję marcową. Pierwszymi Polkami zasiadającymi w polskim parlamencie zostały: Gabriela Balicka, Jadwiga Dziubińska, Irena Kosmowska, Maria Moczydłowska, Zofia Moraczewska, Anna Piasecka, Zofia Sokolnicka oraz Franciszka Wilczkowiakowa.

## Chronologia praw wyborczych kobiet

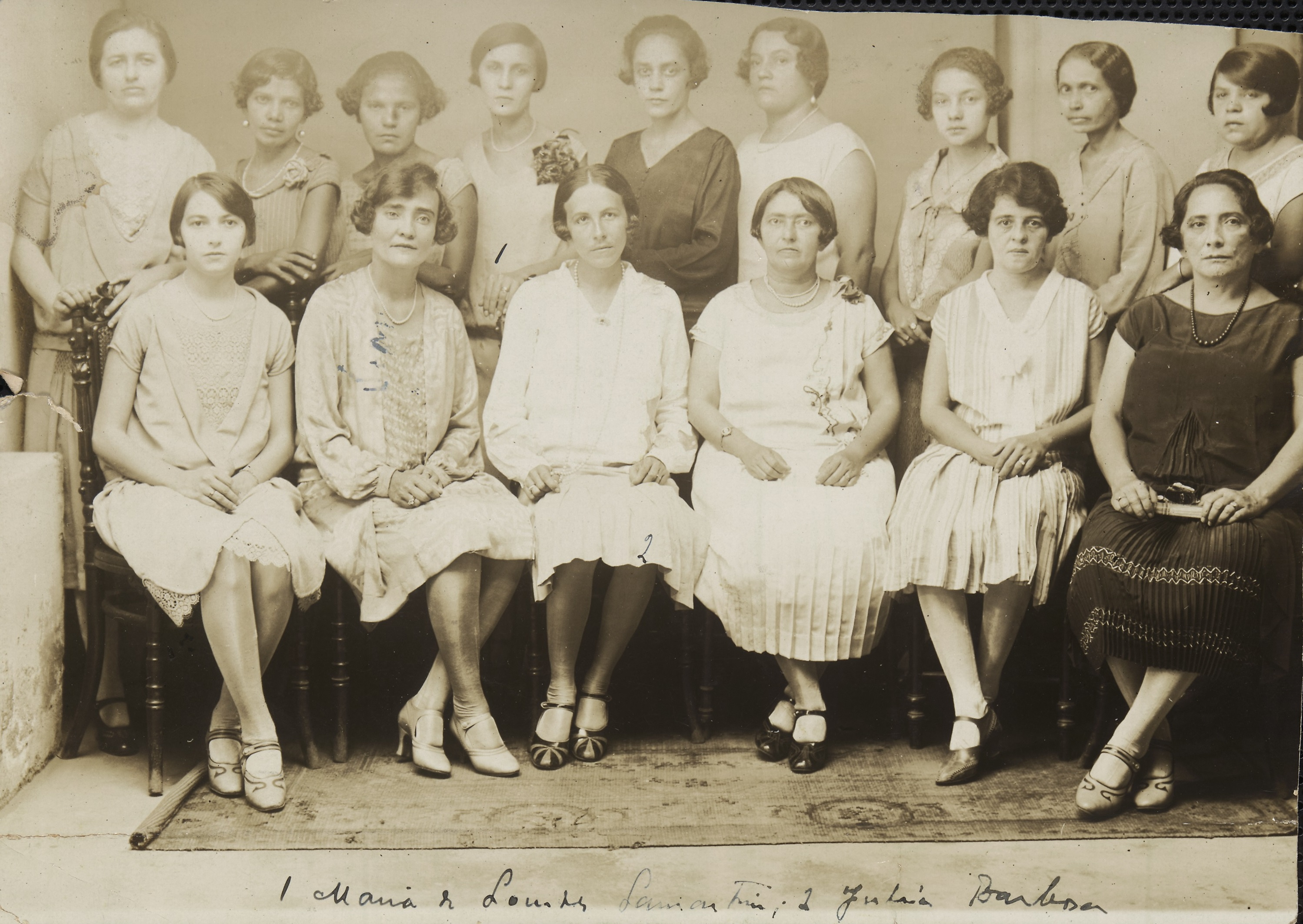
Pierwsze kobiety z prawem wyborczym w Brazylii, Rio Grande do Norte, 1928

W kolejnych dziesięcioleciach prawa wyborcze uzyskiwały kobiety w kolejnych państwach:
- 1893 – Nowa Zelandia (w pełni w 1919)
- 1902 – Australia (na poziomie federalnym, z wyjątkiem rdzennej ludności aż do 1962 roku)
- 1906 – Finlandia
- 1908 – Dania (w pełni w 1915)
- 1913 – Norwegia
- 1915 – Islandia
- 1917 – Kanada (w pełni w 1919), Holandia (w pełni w 1919), Rosja, Łotwa, Estonia, Urugwaj (w pełni w 1927)
- 1918 – Polska, Litwa, Niemcy, Austria, Wielka Brytania (w pełni w 1928), Azerbejdżan, Armenia[5], Kirgistan
- 1919 – Szwecja (potwierdzone w 1921), Węgry (w pełni w 1945), Belgia (w pełni w 1948), Luksemburg, Gruzja, Białoruś, Ukraina
- 1920 – Stany Zjednoczone (19. poprawka do Konstytucji Stanów Zjednoczonych, wcześniej w zależności od stanu), Albania, Czechosłowacja
- 1922 – Irlandia, Birma
- 1924 – Mongolia, Kazachstan, Tadżykistan, Turkmenistan
- 1927 – Turkmenistan
- 1929 – Mołdawia, Rumunia (w pełni 1946)
- 1930 – Turcja (w pełni w 1934), Republika Południowej Afryki (tylko dla kobiet pochodzenia europejskiego i azjatyckiego, w pełni w 1994)
- 1931 – Portugalia (w pełni w 1976), Hiszpania, Sri Lanka

- 1932 – Brazylia, Malediwy, Tajlandia

- 1934 – Kuba

- 1937 – Filipiny, Bułgaria (w pełni 1944)
- 1939 – Salwador
- 1944 – Francja, Jamajka, Bermudy, Grecja
- 1945 – Senegal, Togo, Włochy, Jugosławia
- 1946 – Dżibuti, Gwatemala, Rumunia, Japonia (potwierdzone w 1947), Korea Północna, Liberia, Wietnam, Wenezuela
- 1947 – Indie, Pakistan, Chiny, Tajwan, Singapur, Malta, Meksyk, Argentyna
- 1948 – Izrael, Korea Południowa, Surinam, Niger, Seszele
- 1949 – Syria, Chile, Kostaryka
- 1950 – Barbados, Haiti
- 1951 – Nepal
- 1952 – Boliwia, Liban (wyłącznie dla kobiet legitymujących się wykształceniem podstawowym do 1957 roku)
- 1953 – Bhutan, Gujana
- 1954 – Kolumbia
- 1955 – Peru, Nikaragua, Honduras, Kambodża, Ghana, Etiopia
- 1956 – Egipt, Gabon, Mali, Mauritius
- 1956 – Malezja
- 1957 – Tunezja
- 1958 – Czad, Nigeria, Laos
- 1959 – Brunei, Tanzania, Madagaskar, San Marino
- 1960 – Cypr, Bahamy, Gambia
- 1961 – Paragwaj, Rwanda, Burundi, Sierra Leone, Mauretania, Malawi
- 1962 – Monako, Algieria, Uganda, Zambia
- 1963 – Maroko, Iran, Afganistan (do 1996, ponownie od 2001), Kongo, Kenia, Fidżi
- 1964 – Sudan
- 1965 – Botswana
- 1970 – Andora
- 1971 – Szwajcaria (kanton Appenzell Innerrhoden – dopiero w 1990 roku), Bangladesz
- 1974 – Jordania
- 1975 – Mozambik, Vanuatu
- 1979 – Palau
- 1980 – Irak
- 1984 – Liechtenstein
- 1985 – Kuwejt (do 1999, ponownie od 2005)
- 1989 – Namibia
- 1997 – Katar
- 2002 – Bahrajn
- 2003 – Oman
- 2006 – Zjednoczone Emiraty Arabskie (z ograniczeniami, rozszerzone w wyborach 2011)[6]
- 2015 – Arabia Saudyjska[7]

## Normy międzynarodowe
Powszechna deklaracja praw człowieka o powszechności praw wyborczych mówi w art. 21. 1. Każdy człowiek ma prawo do uczestniczenia w rządzeniu swym krajem bezpośrednio lub poprzez swobodnie wybranych przedstawicieli. 2. Każdy człowiek ma prawo równego dostępu do służby publicznej w swym kraju. 3. Wola ludu jest podstawą władzy rządu; wola ta wyraża się w przeprowadzanych okresowo rzetelnych wyborach, opartych na zasadzie powszechności, równości i tajności, lub na innej równorzędnej procedurze, zapewniającej wolność wyborów.
Międzynarodowy Pakt Praw Obywatelskich i Politycznych w art. 3 zobowiązuje Państwa-Strony do zapewnienia mężczyznom i kobietom równego prawa do korzystania ze wszystkich praw obywatelskich i politycznych wymienionych w niniejszym Pakcie. Art. 25 Każdy obywatel ma prawo i możliwości, bez żadnej dyskryminacji, o której mowa w artykule 2, i bez nieuzasadnionych ograniczeń:
a) uczestniczenia w kierowaniu sprawami publicznymi bezpośrednio lub za pośrednictwem swobodnie wybranych przedstawicieli;
b) korzystania z czynnego i biernego prawa wyborczego w rzetelnych wyborach, przeprowadzanych okresowo, opartych na głosowaniu powszechnym, równym i tajnym, gwarantujących wyborcom swobodne wyrażenie woli;
c) dostępu do służby publicznej w swoim kraju na ogólnych zasadach równości.
Konwencja o prawach politycznych kobiet Art. I Kobiety są uprawnione do głosowania we wszelkich wyborach na równych warunkach z mężczyznami bez żadnej dyskryminacji. Art. II Kobiety są wybieralne na równych warunkach z mężczyznami bez żadnej dyskryminacji do wszelkich organów, pochodzących z wyborów publicznych, a przewidzianych w ustawodawstwie krajowym. Art. III Kobiety są uprawnione na równych warunkach z mężczyznami bez żadnej dyskryminacji do piastowania urzędów publicznych i do wykonywania wszelkich funkcji publicznych, przewidzianych w ustawodawstwie krajowym.
Konwencja w sprawie likwidacji wszelkich form dyskryminacji kobiet w artykule 7 Państwa Strony podejmą wszelkie stosowne kroki, aby zlikwidować dyskryminację kobiet w życiu politycznym i publicznym państwa, a w szczególności aby zapewnić kobietom, na równych z mężczyznami warunkach, prawa:
a) głosowania we wszystkich wyborach i referendach publicznych oraz wybieralności do wszelkich organów wybieranych powszechnie,
b) uczestniczenia w kształtowaniu polityki Państwa i jej realizacji, zajmowania stanowisk publicznych i wykonywania wszelkich funkcji publicznych na wszystkich szczeblach zarządzania,
c) uczestniczenia w organizacjach pozarządowych i stowarzyszeniach zajmujących się sprawami publicznymi i politycznymi Państwa.